# Gabriela Díaz Alatriste
Gabriela Díaz Alatriste es una directora de orquesta mexicana. Es la directora titular de la Orquesta Filarmónica Mexiquense desde 2018. Se convirtió en la primera mujer asignada a la titularidad de una orquesta institucional en México al ser nombrada como directora de la Orquesta Sinfónica del Instituto Politécnico Nacional, cargo que desempeñó desde marzo de 2009 a julio de 2013; periodo en el cual, la orquesta grabó dos discos compactos, fue acreedora de Las Lunas del Auditorio 2010 e invitada a destacados Festivales de Orquestas tales como el Festival Internacional Cervantino, el Festival de Orquestas de Morelos y el Festival de Orquestas del Centro Histórico de la Ciudad de México. 

## Trayectoria
Díaz Alatriste ingresó a la edad de once años al Conservatorio Nacional de Música, donde estudió piano con Aurora Serratos y dirección coral con Alberto Alva.
Posteriormente obtuvo la licenciatura en teoría musical y la maestría en dirección orquestal en la Universidad de North Texas. Obtuvo una beca para la Universidad de Minnesota como candidata al doctorado, habiendo obtenido el grado de Doctora en Artes Musicales y Dirección de Orquesta por esta Universidad en el año 2003.

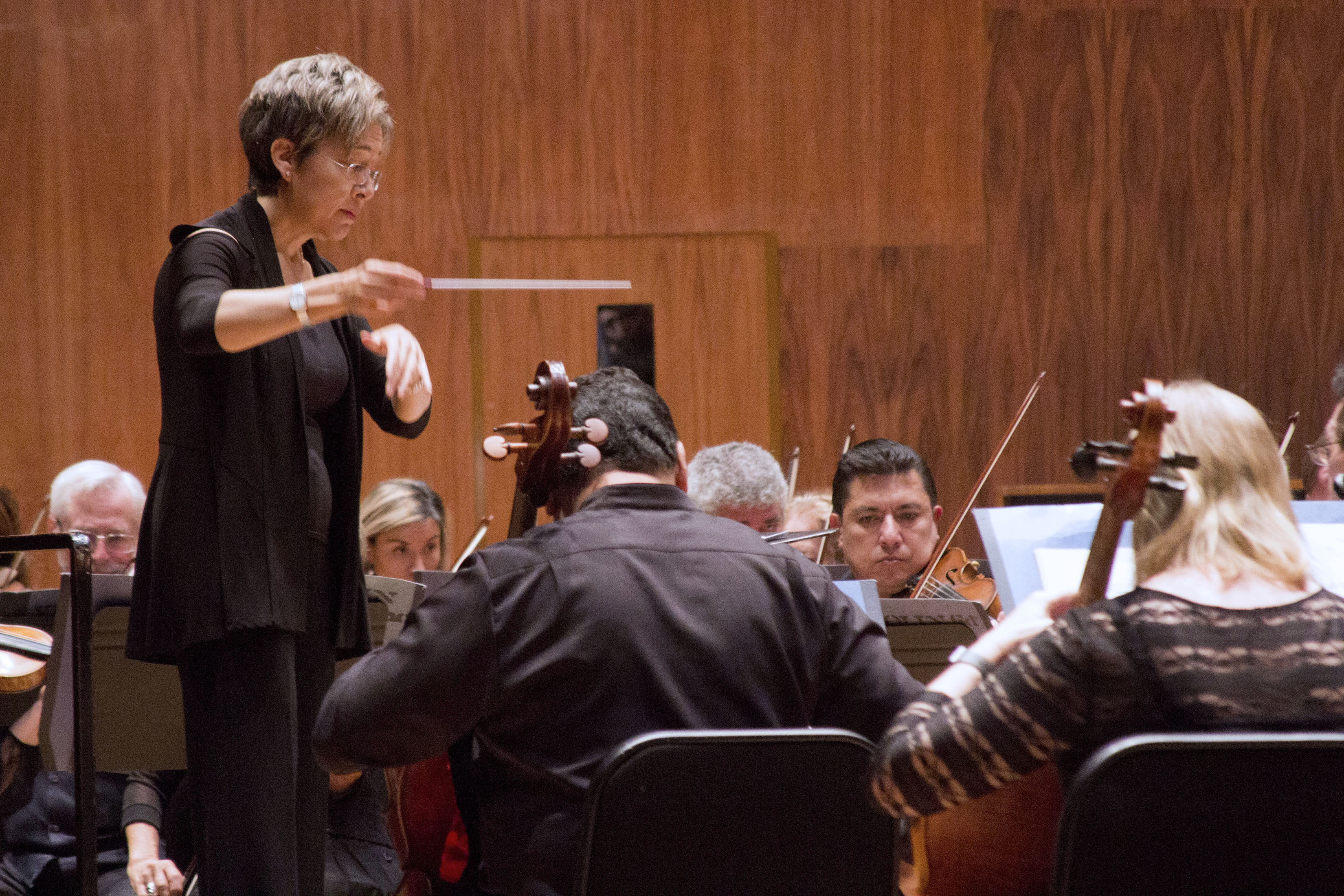
Gabriela Díaz Alatriste dirigiendo la Orquesta Filarmónica de la Ciudad de México en el Centro Cultural Ollin Yoliztli

Fue directora artística de la Orquesta de la Sociedad Unitaria de Minneapolis, Minnesota, desde 1999 hasta junio de 2009.
De enero de 2014 a febrero de 2018, Díaz Alatriste fue la primera Subdirectora Artística de la Orquesta Sinfónica del Estado de México OSEM, por invitación del Mtro. Enrique Bátiz Campbell, con la cual realizó múltiples conciertos en la sede de la OSEM, así como en distintos municipios del Estado de México.
En noviembre de 2013, Gabriela Díaz Alatriste fue reconocida con la medalla Omecíhuatl 2013, galardón que le otorgó el Instituto de las Mujeres del D. F. en reconocimiento a su destacado trabajo, el cual ha favorecido el ejercicio de los derechos humanos de las mujeres y la igualdad de género.
En el 2012 fue invitada a participar en el “Homenaje Nacional Eduardo Mata, 70 Aniversario de su Natalicio” organizado por CONACULTA e Instrumenta Oaxaca como Directora Huésped de la Orquesta Sinfónica Nacional en un concierto en su honor realizado en Bellas Artes.
Gabriela Díaz Alatriste obtuvo el más alto premio otorgado en el “Primer Concurso Nacional para Directores de Orquesta” cuya final se llevó a cabo en Querétaro, en 1993.
Se ha presentado en prestigiados escenarios como el Palacio de Bellas Artes, la Sala Nezahualcóyotl, el Auditorio Nacional, el Teatro de la Ciudad Esperanza Iris, la Sala Silvestre Revueltas, el Teatro Manuel Doblado, Teatro Fitzgerald y Orchestra Hall, así como el Zócalo de la Ciudad de México.
Díaz Alatriste ha sido invitada a dirigir las orquestas más prestigiadas del país, tales como la Orquesta Sinfónica Nacional, Orquesta de Cámara de Bellas Artes, Orquesta Sinfónica de Xalapa,  Orquesta Sinfónica de Minería,  Orquesta Filarmónica de la UNAM,  Filarmónica de la Ciudad de México, Sinfónica y Ópera de Aguascalientes, Orquesta Sinfónica de Nuevo León, Orquesta Filarmónica de Coahuila, Sinfónica de Yucatán, Orquesta Sinaloa de las Artes, Sinfónica de Querétaro, Orquesta de San Luis Potosí, Orquesta de la Universidad de Hidalgo, entre otras; también ha dirigido orquestas en Nueva York, Minneapolis, Dallas y Ozarks, Arkansas.
Ha dirigido artistas como Arturo Chacón, Laura Alonzo Padín, María Katzarava, Grace Echauri, Horacio Franco, Abdiel Vázquez, Eva María Suk, Guadalupe Parrondo, Nicolas Altstaedt, Davide Alogna, Lisa Jacob, Ney Rosauro, Gabriela Jiménez, César Olguín.
Entre las óperas que ha dirigido destacan Aura de Mario Lavista, Orquesta Filarmónica Mexiquense y Escenia Producciones; Carmen de Bizet y La Güera de Jiménez Mabarak, Orquesta y Coro Alpha Nova del IPN; L’Elisir d’Amor de Donizetti, Ópera de Aguascalientes; La Mulata de Córdoba de Moncayo y Albert Herring de Britten, Solistas Ensamble de Bellas Artes; Carmen de Bizet, Ópera de la Universidad de Minnesota; La Flauta Mágica de Mozart, Opera Twin Cities; Cosi Fan Tutte de Mozart y Little Women de Adamo, Opera in the Ozarks.
Entre los ballets destacan El Cascanueces, La Bella Durmiente, Pedro y el Lobo con la Academia de la Danza Mexicana del INBA; Knoxville Summer:1915 con Minnesota Dance Theatre y Appalachian Spring con el Departamento de Danza de la Universidad de Minnesota.
Con la finalidad de acercar a las niñas y a los niños a la música sinfónica estrenó El niño Revueltas, El niño Mozart y El niño Stravinsky de César Piña, Director y Productor de Érase una vez... con la Orquesta Filarmónica Mexiquense.
Gabriela Díaz Alatriste también ha hecho conciertos Pop para miles de personas tales como Elvis in Concert con Priscilla Presley con la Orquesta Filarmónica Mexiquense en el Auditorio Nacional; Concierto Sinfónico con Los Ángeles Azules con la Orquesta Sinfónica del Estado de México, en la Sala de Conciertos Elisa Carrillo del Centro Cultural Mexiquense Bicentenario; Concierto en el Día de los Muertos con Susana Harp con la Orquesta Sinfónica del IPN en el Zócalo de la Ciudad de México. En agosto del 2021, fue directora huésped durante el cierre del décimo aniversario del Classical Tahoe Festival, Concierto con la Orquesta del Festival de Tahoe en Incline, Village, Nevada, dirigiendo dos programas con la prestigiada Orquesta del Festival Tahoe y el célebre cuarteto: Brubeck Brothers Quartet Concierto con Brubeck Brothers Quartet

Con el generoso apoyo del Maestro Eduardo Mata, Gabriela se estableció en Dallas, donde estudió con él, y posteriormente fue discípula del Maestro Anshel Brusilow en la Universidad de North Texas, donde obtuvo la Licenciatura en Teoría Musical, y la Maestría en Dirección de Orquesta. Díaz Alatriste estudió con Charles Bruck en la Monteaux Memorial School en Maine.
Desde febrero de 2018 es la directora artística de la Orquesta Filarmónica Mexiquense.

### Con la Orquesta Sinfónica del Instituto Politécnico Nacional
El director general del Instituto Politécnico Nacional (IPN), José Enrique Villa Rivera designó a la doctora Díaz Alatriste como directora de la orquesta de esta casa de estudios. Llevó a cabo su debut frente a esta orquesta en el contexto del Día Internacional de la Mujer, al dirigir su primer concierto el 11 de marzo del 2009 en la Cámara de Diputados. Se han presentado en importantes recintos de México, entre los cuales se encuentra el Auditorio Nacional y el Palacio de Bellas Artes.
Realizó una entrevista para el Canal Once TV México del IPN, en su serie "Hechas en México".
Dirigió el concierto por el 75 aniversario del Instituto Politécnico Nacional en el Palacio de Bellas Artes.
El sábado 29 de junio de 2013 encabezó su último concierto como Directora Titular de la OSIPN. La directora general del IPN, Dra. Yoloxóchitl Bustamante Díez le hizo entrega de un reconocimiento por su labor desempeñada hasta esa fecha.